# Pont-de-Ruan
Pont-de-Ruan település Franciaországban, Indre-et-Loire megyében. Lakosainak száma 1214 fő (2022. január 1.). Pont-de-Ruan Artannes-sur-Indre, Druye, Saché és Thilouze községekkel határos.

## Népesség
A település népességének változása:
| Lakosok száma | 308  | 510  | 536  | 772  | 1004 | 1126 | 1189 | 1212 | 1215 | 1214 |
|               | 1968 | 1982 | 1990 | 2006 | 2013 | 2015 | 2017 | 2019 | 2020 | 2022 |